# Isola di Marettimo
Marettimo (Marètamu in siciliano) è un'isola italiana appartenente all'arcipelago delle isole Egadi, in Sicilia.
È la più occidentale delle Egadi e vi si trova la località di Marettimo, frazione di Favignana, comune italiano del libero consorzio comunale di Trapani in Sicilia.

## Storia

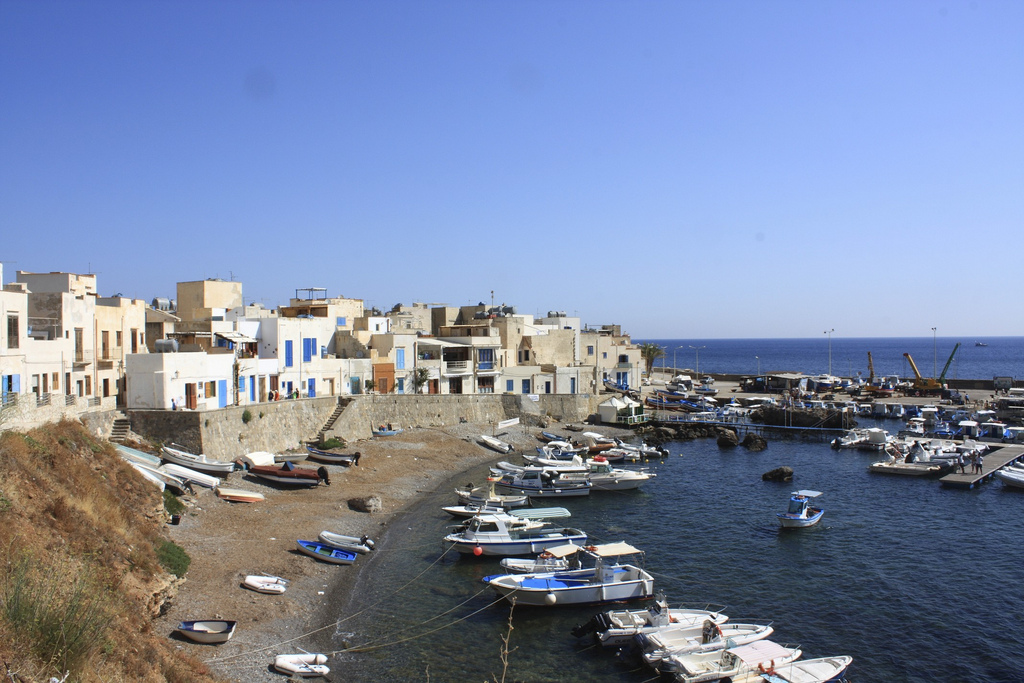
Vista di Marettimo

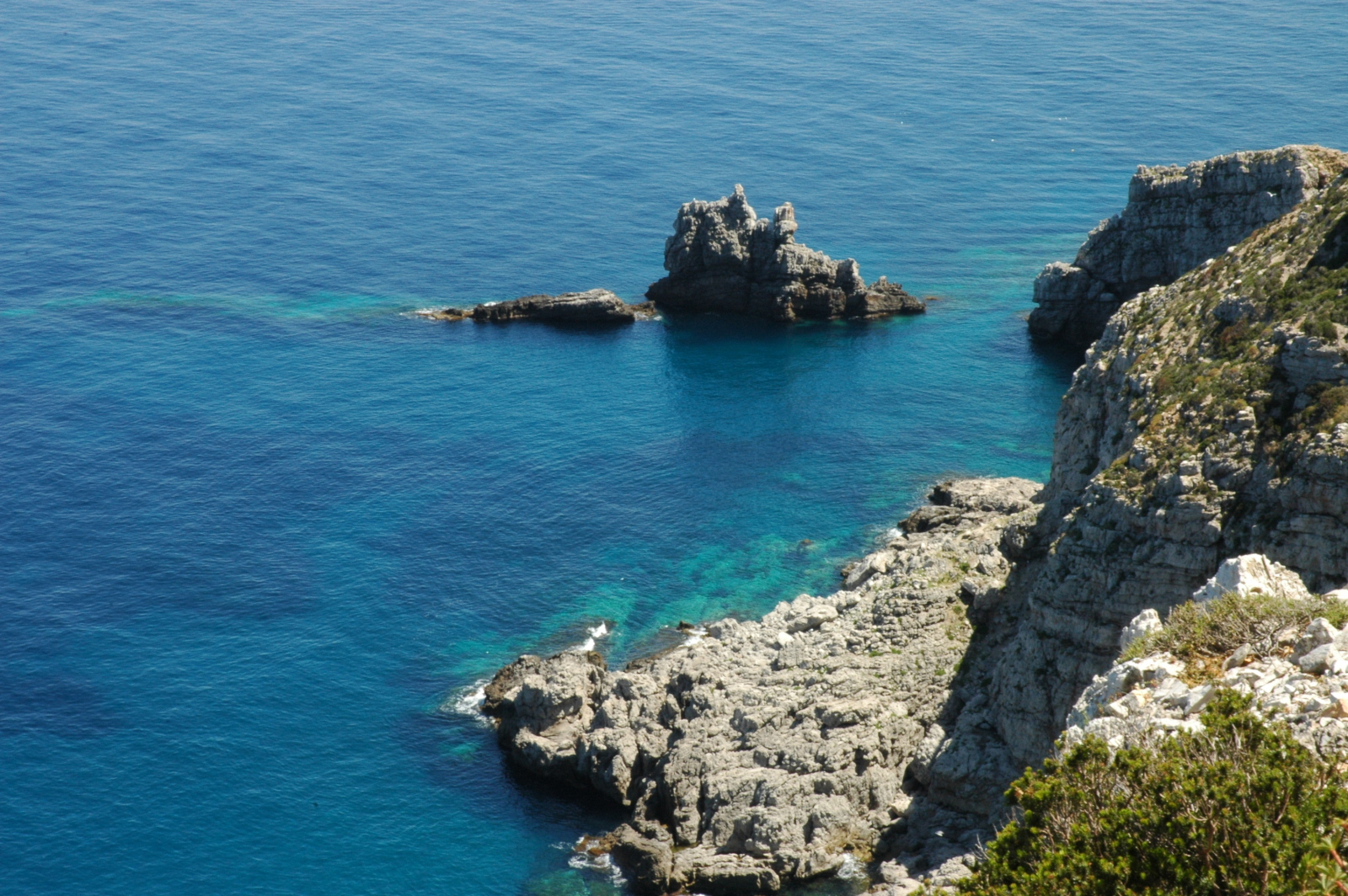
Scoglio del Cammello

Le antiche popolazioni di questa ristretta area del Mediterraneo (Fenici, Elimi, Sicani) le attribuirono il carattere di sacralità. Secondo la teoria trapanese dell'Odissea (nata ad opera di Samuel Butler), Marèttimo verrebbe a coincidere, dal punto di vista geografico, con Itaca, la patria di Ulisse. Sarebbe lo stesso eroe a indicarne la posizione.
I Romani costruirono a Marettimo un presidio militare dopo la prima guerra punica, attorno al 150 a.C. il cui scopo era controllare la rotta tra la Tunisia e Roma. Il complesso, noto come Case Romane, si trova a monte del paese, a quota 250 metri circa ed è costituito da due piccoli edifici e da una chiesetta di epoca normanna.
Diversi autori citano Hierà come il luogo dove venne firmato il trattato di pace tra Romani e Punici-Cartaginesi dopo la drammatica Battaglia delle Isole Egadi del 10 marzo del 241 a.C., che vide Annone e le proprie navi sconfitti dalle pentere e trireme dotate di rostri dei Romani comandati da Lutazio Catulo.
Il castello di Punta Troia, edificato in periodo normanno (circa 1140), venne in seguito usato anche come carcere. Nel periodo borbonico all'interno delle sue anguste e buie celle fu detenuto anche Guglielmo Pepe. Nel Quattrocento l'intero arcipelago fu baronia delle famiglie Carissima e Riccio; nell'anno 1568 il feudo fu venduto a Francesco Ferdinando d'Avalos; alla metà del secolo XVII, l'isola divenne proprietà dei Pallavicini-Rusconi di Genova, con titolo di marchesi.

### Toponimo
L'antico toponimo greco dell'isola, citato da Polibio, era Hierà Nésos (Ἱερά νῆσος), che significa «isola sacra». Il nome attuale deriva molto probabilmente da Marìtima, nome latino dell'isola che compare già nell'Itinerario Antonino, del III secolo d.C.
Alcuni studiosi suggeriscono che l'origine del nome sia da ricercare nell'abbondante presenza del timo selvatico. Questa non è tuttavia l'unica tipologia di erba che cresce spontaneamente nell'isola, il cui clima del tutto particolare ha contribuito allo sviluppo di una flora straordinaria.

## Ambiente
Marettimo si è staccata dalla terraferma diversi millenni prima delle altre due isole dell'arcipelago. Il risultato è che ci sono varie piante endemiche, come il cavolo delle Egadi (Brassica macrocarpa) e la finocchiella di Boccone (Seseli bocconei), arbusto che cresce sulle rupi attorno al Semaforo. 
Lungo la fascia costiera vegetano Helichrysum pendulum, Rosmarinus officinalis, Satureja fruticulosa, Euphorbia dendroides, Euphorbia bivonae. A quota maggiore si trovano Erica multiflora, Cistus incanus, Ruta chalepensis, Daphne oleifolia, Quercus ilex, Pinus halepensis, Lonicera implexa, Bupleurum sp., Scabiosa sp., Dianthus sp. Degne di nota le diverse grotte, raggiungibili solo dal mare; i fenomeni carsici; i fondali, alcuni dei quali sono parte della riserva naturale delle Egadi.
Il punto più alto dell'isola è il Monte Falcone (686 m). L'isola è percorsa da vari sentieri.